# Der Mann aus der Pfalz
Der Mann aus der Pfalz ist ein für das ZDF produzierter Fernsehfilm von Thomas Schadt, der einen Teil des Lebens des ehemaligen Bundeskanzlers Helmut Kohl in einer Mischung aus Spielfilm und Dokumentation darstellt. Behandelt wird die Zeit zwischen 1947 und 1966, der Aufstieg Kohls zum Ministerpräsidenten von Rheinland-Pfalz, die Zeit des Umbruchprozesses 1989, die Deutsche Einheit und die damit verbundene Maueröffnung. Der Helmut Kohl von 1989 wird im Film vom Schauspieler Thomas Thieme verkörpert, den jungen Kohl spielt Stephan Grossmann. Das ZDF zeigte den Film erstmals am 20. Oktober 2009.

## Handlung
Der Film beginnt mit dokumentarischen Filmaufnahmen Helmut Kohls von 1989, die der Schauspieler Thieme in der Rolle des Helmut Kohl im Hintergrund kommentiert. Kurz darauf startet die eigentliche Spielfilmhandlung. CDU-Generalsekretär Heiner Geißler erwartet den Eintritt in ein Gespräch mit Kohl, da es in der CDU zu einer Spaltung in Kohl-Befürworter und Kohl-Gegner gekommen ist. Geißler gehört zu Letzteren. Helmut Kohl muss aufgrund einer Prostata-Erkrankung in ein Bonner Klinikum eingeliefert werden.
Eine erste Rückblende spielt im Jahr 1947 in Oggersheim, wo der junge Kohl bei einem Tanzkurs die junge Hannelore Renner kennenlernt, die später seine Ehegattin wird. Im weiteren Verlauf der Rückblende, ein paar Jahre später, ist Kohl zum stellvertretenden Vorsitzenden der von ihm mit aufgebauten Jungen Union Rheinland-Pfalz aufgestiegen und äußert auf einem Parteitag der Landes-CDU starke Sorgen und Bedenken an dem katholisch dominierten und Reformen blockierenden Parteistab, der größtenteils noch aus alten Mitgliedern der Zentrumspartei besteht.
Danach wird wieder das Jahr 1989 thematisiert und Kohls Entlassung aus dem Bonner Spital. Es folgt der CDU-Parteitag in Bremen, an dem Kohl trotz Abratens durch die Ärzte teilnimmt und am darauf folgenden Presseabend vorzeitig die Bekanntgabe der Grenzöffnung der ungarischen Grenze mitteilt.
Auf diese Szene hin wird in das Jahr 1966 zurückgeblickt. Dort hält der Ex-Bundeskanzler Adenauer eine Rede auf dem rheinland-pfälzischen Parteitag der CDU. Er erklärt eindeutig sein Interesse an einem Führungswechsel im Parteistab der CDU in Rheinland-Pfalz. Auch tritt er dort offen für den Kandidaten Kohl als Nachfolger des Ministerpräsidenten und Parteivorsitzenden Altmeier ein.
Dann der 10. November 1989. Kanzler Kohl will am Tag nach der Maueröffnung zu den West-Berliner Bürgern sprechen, wird aber durch die Lautstärke der Masse einfach übertönt. Er glaubt an eine Verschwörung der Bürger und steigt kurz danach, mit Obst und Gemüse beworfen, in seinen Wagen und unterhält sich mit seiner Büroleiterin Juliane Weber über die aktuelle Situation. Nach diesem Vorfall verkündet Helmut Kohl vor dem Bundestag ohne Absprache mit dem Koalitionspartner FDP und dem von ihr gestellten Außenminister Genscher das Zehn-Punkte-Programm für eine Deutsche Einheit. Nach dieser Aktion wird ein Treffen mit François Mitterrand arrangiert, wo über eine mögliche Einheit mit der Unterstützung Frankreichs diskutiert wird. Mitterrand gibt freie Fahrt für ein solches Vorhaben und Kohl ist an seinem Hauptziel angekommen, der Deutschen Einheit.

## Entstehungsgeschichte
Zur Vorbereitung des Films führten Thomas Schadt und Produzent Nico Hofmann lange Gespräche mit Helmut Kohl. Das Material sollte ursprünglich zusammen mit den Spielfilmszenen zu einem Dokudrama verarbeitet werden. Kohl wollte aber schließlich nicht, dass Passagen aus dem rund 30-stündigen Material in den Film eingebaut werden.